# Smedsby, Motala
Smedsby är en stadsdel i Motala, Motala kommun, Östergötland. Området utgörs av villabebyggelse samt industrier. Området ligger i direkt anslutning till Varamon. I området ligger Smedsby skola som en central punkt i stadsdelen.